# Henry Rishbeth
Henry Rishbeth foi um físico britânico.
Recebeu em 2001 a Medalha de Ouro da Royal Astronomical Society.